# IPod
El iPod fue una línea de reproductores de audio digital portátiles diseñados y comercializados por Apple Inc. Fue presentado por primera vez el 23 de octubre de 2001 por Steve Jobs en el Apple Town Hall en Cupertino, California con un costo de 399 dólares y descontinuado el 10 de mayo de 2022.
En sus inicios, el dispositivo de almacenamiento musical pesaba 184 gramos, contaba con 5GB de capacidad y una pantalla de cristal líquido de 2 pulgadas. Su batería permitía a los usuarios escuchar música por hasta 10 horas y tenía la capacidad de pasar más de 10 gigabytes de música a un dispositivo sin tardar días gracias a FireWire, la interfaz de alta velocidad de Apple para mover datos de una parte a otra. Con una velocidad de entre 50 y 400 megabytes por segundo, era mucho más rápido que la conexión USB estándar.

## Impacto social
Antes, las personas almacenaban sus canciones a través de un CD, el cual se reproducía al colocarse dentro de los discman o reproductores portátiles. Sin embargo, eran bastante grandes, lo cual era incómodo de usar para las personas, se atascaban y no podían almacenar muchas canciones . Por lo cual, la llegada del iPod simbolizó una revolución para la industria musical, pues este se distinguía por su diseño compacto, su fácil funcionamiento y por su gran almacenamiento, pues podías tener "1.000 canciones en el bolsillo”, como lo dijo Steve Jobs al presentar el iPod .

## Generalidades
El iPod Classic almacena la multimedia en un disco duro interno, mientras que el resto de los modelos hace uso de una memoria flash para permitir su menor tamaño (el iPod Mini utilizaba un disco duro Microdrive). Como ocurre con muchos otros reproductores de música digital, los iPod, también pueden servir como dispositivos de almacenamiento de datos externos. La capacidad de almacenamiento varía según el modelo (el de mayor capacidad es el iPod Classic).
El software Apple iTunes se puede utilizar para transferir música al iPod desde un ordenador que utiliza ciertas aplicaciones Apple para Macintosh y Microsoft Windows. Para los usuarios que eligen no utilizar el software de Apple o en cuyos equipos no se puede ejecutar iTunes, existen varias alternativas de código abierto, aunque no es posible para ningún fabricante sin licencia garantizar un buen funcionamiento, ya que Apple no proporciona especificaciones respecto a la interfaz de software del iPod, solamente soporta oficialmente iTunes como su única interfaz.
Desde iTunes y sus alternativas, se pueden transferir fotos, vídeos, juegos, información de contacto, correo electrónico, favoritos web, y calendarios para los modelos de iPod que soportan estas características. Apple se centró en el desarrollo de su línea iPod en la interfaz de usuario única y su facilidad de uso, en lugar de capacidad técnica. A partir de septiembre de 2007, más de 150 millones de iPod se han vendido en todo el mundo, convirtiéndose en el reproductor de música digital más vendido.

### Desarrollo

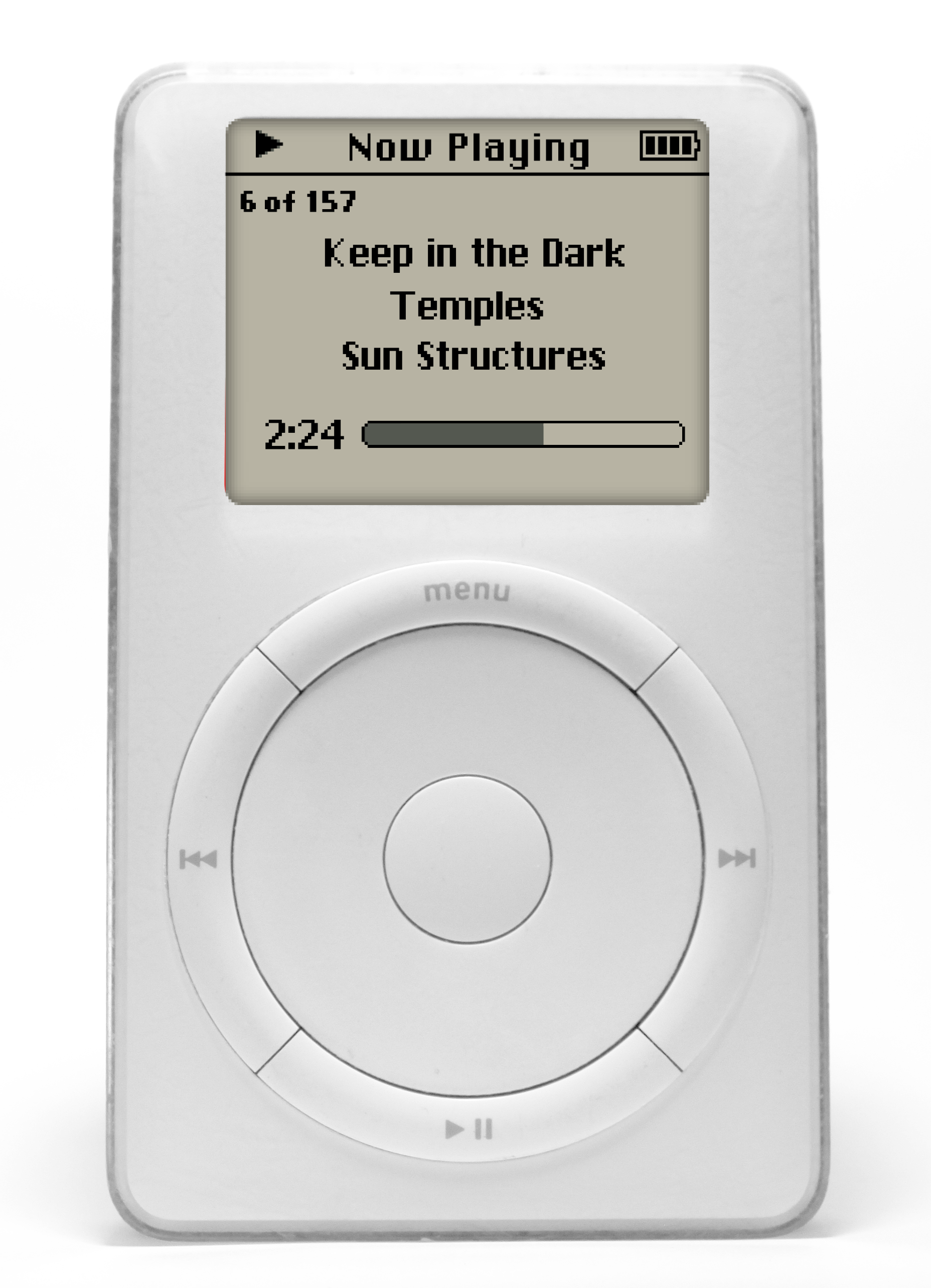
iPod (1.ª Generación) con clic wheel mecánica.

Steve Jobs junto a otros miembros de Apple vieron que el Macintosh estaba quedándose fuera de la "revolución musical" del 2000, la cual había sido originada por Napster, ya que no había programas que reprodujeran el formato MP3 en esos ordenadores. Debido a esto, decidieron realizar la compra del programa de gestión musical "SoundJam" que a su vez fue mejorado y renombrado iTunes después de su compra. Este programa se encargaba de gestionar la música de dispositivos portátiles creados por otras empresas. Jobs, al ver que estos dispositivos no se integraban bien con iTunes, decidió crear su propio dispositivo musical portátil para tener un mejor funcionamiento. Un ingeniero de Apple, Jon Rubinstein, fue quién se encargó de conseguir los materiales necesarios para la construcción del iPod en un viaje que acompañó a Steve a Japón. Rubinstein decidió contratar a Tony Fadell, quien por su parte ya había pensado en la idea de crear un dispositivo para la reproducción musical. Luego Fadell fue puesto a cargo del proyecto del iPod por Rubinstein ya que creía que era la persona más adecuada para el manejo del proyecto. Existe una gran controversia por quién fue el creador del iPod: Fadell o Rubinstein, aunque no existe dudas de que ambos aportaron sus ideas al proyecto, como también lo hicieron Jonathan Ive y el mismo Steve Jobs. También cabe aclarar que todo lo que es el diseño del dispositivo fue llevado a cabo por el equipo de Jonathan Ive.
El iPod fue evolucionando; se crearon nuevos modelos como el iPod mini (que posteriormente dio paso al iPod Nano) al cual se le integró la capacidad de reproducir vídeo y posteriormente se le integró la tecnología multitáctil del iPhone con el iPod Touch y el iPod Nano (solo la 6.ª y la 7.ª generación).

### Integración y nuevos modelos de iPod

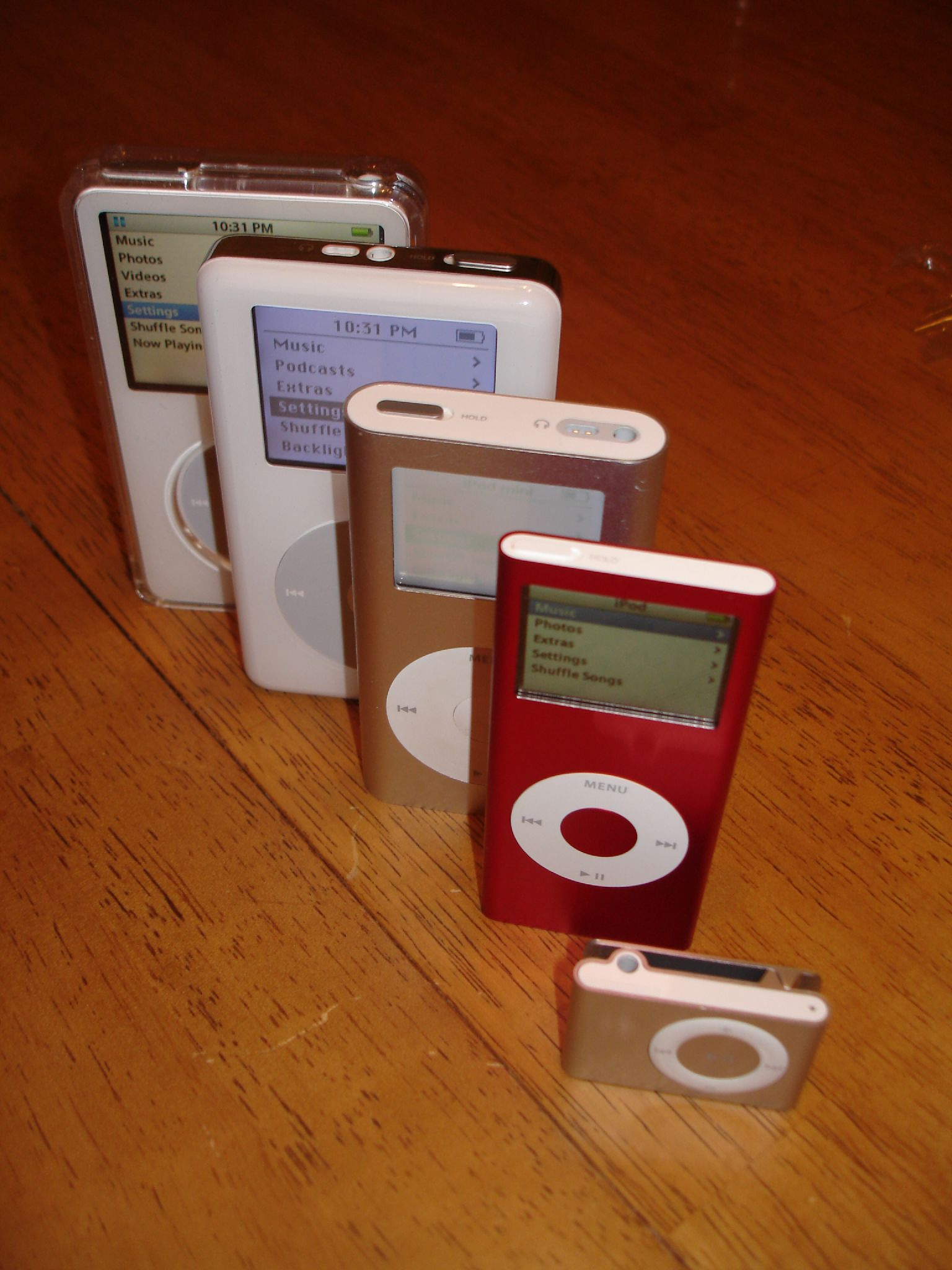
Varios modelos de iPod.

En enero de 2005, en la Macworld, Apple presentó el iPod Shuffle, un iPod que no tenía (ni tiene) pantalla y el cual estaba disponible con una memoria de 512 MB o 1 GB. A finales de junio de ese mismo año, Apple integró el iPod 4G con el iPod photo; desde entonces todos los modelos blancos tienen pantalla en color y capacidad para almacenar y reproducir música y fotografías.
12 de octubre de 2005 Apple sacó el iPod 5G, que presenta una pantalla en color de 2,5 pulgadas, capaz de mostrar portadas de álbumes y fotografías, así como de reproducir imágenes de vídeos musicales, pódcast en vídeo, películas domésticas y programas de televisión.
El 7 de febrero de 2006 Apple presentó un nuevo modelo para Nano, el cual tiene 1 GB. Con esto, Apple planea hacer los iPods más accesibles que nunca. Además Shuffle baja también de precio en el modelo de 512 MB y el de 1 GB.
El 6 de junio de 2006 Apple presentó la versión especial del iPod 5G (video) del grupo musical U2, Al igual que su predecesor, este iPod lleva grabadas al dorso metálico las firmas de los cuatro componentes del grupo musical, en cambio esta vez es la primera en la que la compañía cambia el color de este metal (en este modelo no es plateada sino negra). Este iPod solo está disponible con la capacidad de 30 GB. Esta edición especial añade al pack un video exclusivo de 30 minutos con entrevistas y actuaciones de U2.
En septiembre de 2006 salió al mercado la versión mejorada de la quinta generación del iPod, también conocida como iPod 5.5G. Entre los cambios principales resaltan una mejor en la eficiencia de la batería, y una mejor iluminación.
El 5 de septiembre de 2007 Apple presentó las siguientes generaciones de los iPod: el iPod (original) fue rebautizado «iPod Classic» y se incrementaron sus capacidades; el iPod Nano fue completamente rediseñado, y se agregó a la línea el iPod Touch, que posee la gran pantalla táctil y características de audio, vídeo, fotos y navegación por Internet a través de Wi-Fi, similar al iPhone.

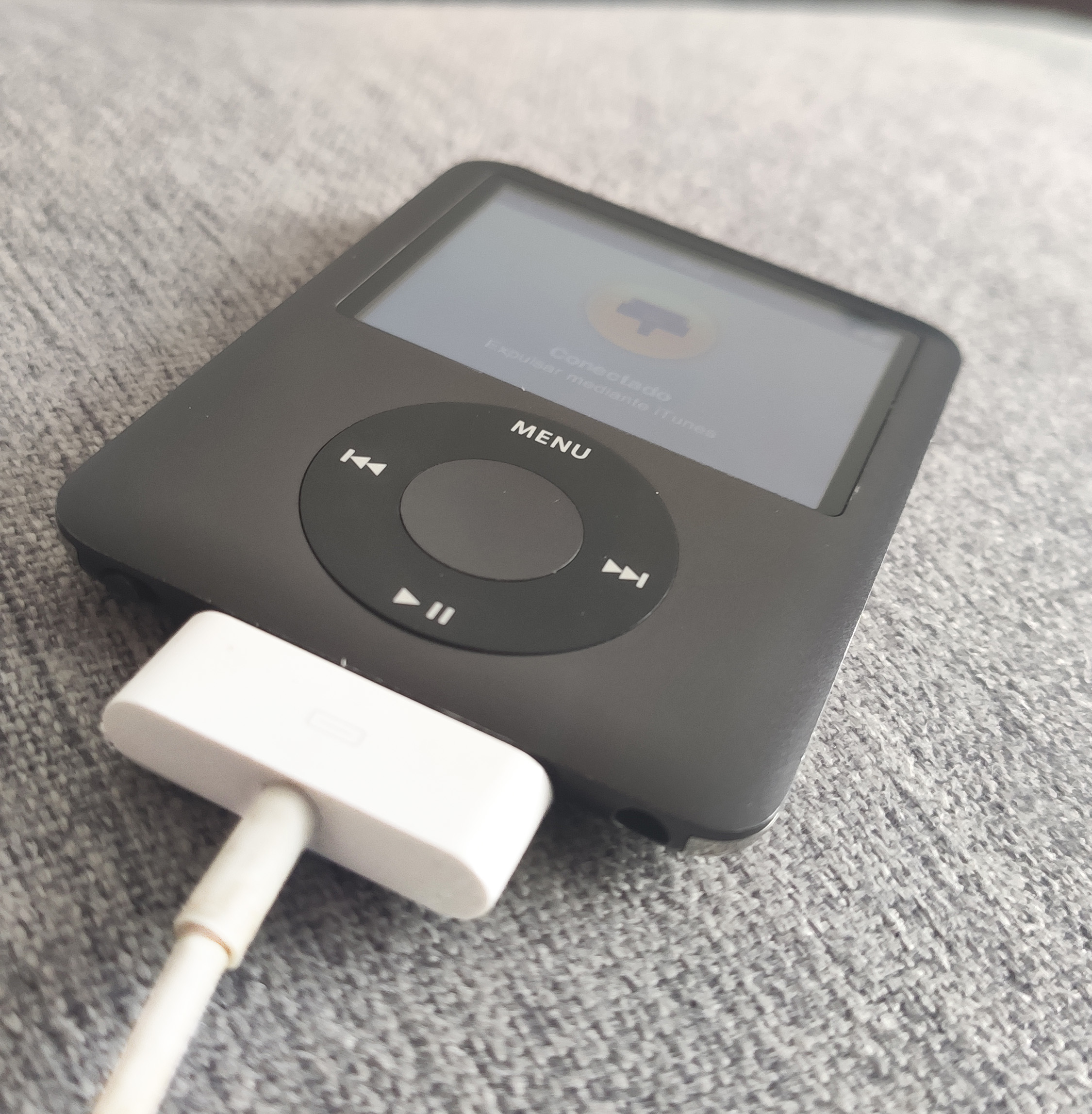
Ipod nano 3.ª generación - 2007

El 15 de enero de 2008 en el MacWorld, se anunció un cambio en el software del iPod Touch, el cual incorporó nuevas aplicaciones:
Correo electrónico capaz de visualizar páginas en HTML, abrir documentos en PDF, Microsoft Word y Excel, así como Google Maps, que mediante triangulación con redes Wi-Fi puede mostrar la ubicación aproximada del iPod y dar instrucciones en pantalla para ir de un punto a otro.
El 9 de septiembre de 2008 en el evento de Apple Let's Rock, se anunciaron mejoras para la gama iPod.
- Nuevos colores para iPod Shuffle.
- Nuevos iPod Nano con memoria flash de 8 o 16 GB (en color plateado, negro, morado, azul, verde, amarillo, naranja, rojo y rosa). Nuevo diseño similar a los iPod Nano de segunda generación, acelerómetro con función Shake to Shuffle (al agitarlo cambia a una canción aleatoria), con el nuevo sistema Genius activado, con el sistema CoverFlow, que se activa automáticamente al colocarse en horizontal y nueva interfaz.
- Nuevos iPod Classic con capacidad única de 120 GB y dos colores (blanco y negro).
- Nuevos iPod Touch con software 2.1.

El 9 de septiembre de 2009 se presentó después de mucha espera el nuevo iPod Nano (5.ª generación), mismo que conserva el diseño del modelo anterior, esta vez con la click wheel un poco más hacia el borde, una pantalla más larga, radio FM, podómetro para contar los pasos cuando hacemos ejercicio (mismo que genera conexión directa con "nike on line" a través del iTunes para guardar la referencia de nuestros progresos) y una cámara digital integrada que graba video H264 (QuickTime), se completa con micrófono y altavoz para poder escuchar música sin necesidad de auriculares. Se encuentra disponible en dos capacidades de su memoria flash: 8 y 16 GB.
El 1 de septiembre de 2010 fueron presentados los nuevos modelos de iPod Nano (6.ª generación), iPod Touch (4.ª generación) y iPod Shuffle (4.ª generación). Se introdujeron los siguientes cambios:
- El nuevo modelo de iPod Touch incorpora pantalla Retina display de alta definición (la misma del iPhone 4), cámara frontal y trasera (de menos de 1 megapixel), así como la incorporación del servicio FaceTime, la posibilidad de grabar vídeo a 720p, el control de voz VoiceOver y la incorporación del procesador A4 de Apple. Se mejoró también el sistema de detección de movimientos, con la incorporación de un giroscopio. En cuanto a conectividad es bastante limitada, pues aunque dispone a nivel hardware de Bluetooth y Wi-Fi; el Bluetooth solo permite usarse para sincronización con MacOS y también para uso de un manos libres, nada más (ni intercambio de ficheros, ni control remoto, ni conexión a internet mediante un teléfono); y el Wi-Fi al igual que el iPhone no permite usar redes que usen cifrado WEP (la mayoría) cuyo índice de clave no sea 1 (el estándar WEP permite índices de 1 a 4), por lo que hay muchas redes públicas a las que no se puede acceder (el primer síntoma es que la IP asignada la establecerá el teléfono en lugar del servicio DHCP), del mismo modo tampoco permite especificar una clave en formato hexadecimal, lo cual reduce más el número de redes accesibles.
- En el nuevo modelo de iPod Nano, se ha cambiado el diseño, suprimiendo el control por rueda de clic y dotándolo de una pantalla multitáctil, con el mismo sistema que en los iPhone y iPod Touch.  Se ha añadido también el control VoiceOver y el servicio Genius.
- El nuevo modelo de iPod Shuffle ha modificado el diseño, haciéndolo más compacto. Se incluye además la posibilidad de añadir listas de reproducción de canciones.

### Publicidad
Gráficamente, la publicidad de iPod consiste en un fondo monocromático —nunca negro ni blanco— sobre el que, siluetas negras de sujetos en movimiento portan el dispositivo, el cual es representado en color blanco. Apple Inc. ha recurrido a diversas figuras del espectáculo para promover el iPod, entre ellas Black Eyed Peas, U2 y el bailarín David Elsewhere.

### Marca
Joseph N. Grasso de Nueva Jersey había patentado originalmente un "iPod" en Oficina de Patentes y Marcas de los Estados Unidos en julio de 2000 para quioscos de Internet. El primer quiosco iPod se mostró al público en Nueva Jersey en marzo de 1998, y el uso comercial comenzó en enero de 2000, pero al parecer había sido abandonado en 2001. La marca fue registrada por la U.S.P.T.O. en noviembre de 2003 y Grasso la asignó a Apple Inc. en 2005.

## Software

La Click Wheel (Rueda clic) de los iPod.

El iPod puede reproducir archivos MP3, WAV, AAC/M4A, AIFF y Apple Lossless. El iPod de 5.ª generación también es capaz de reproducir archivos de video en formatos H.264 y MPEG-4.
Apple diseñó el iPod para funcionar principalmente en combinación con su programa iTunes. Con iTunes, se puede automáticamente sincronizar la música de la biblioteca del usuario con la del iPod cada vez que se conecta al ordenador. Las canciones, fotos y listas de reproducción nuevas se copian automáticamente al iPod y las canciones borradas son eliminadas también del iPod. Esto funciona también en sentido inverso, si se valora una canción en el iPod, la calificación se copiará a la biblioteca de iTunes. Además si se escuchan audiolibros, la posición de éstos también se sincronizará automáticamente. iTunes da la opción de sincronización manual además de función de sincronización automática. El iPod de 5° Generación, El Ipod Classic y la última generación de reproductores iPod (excepto el Shuffle) posee la capacidad de descargar juegos de diversa temática desde el iTunes Store.
El sistema operativo del iPod incluye videojuegos simples. Originalmente, la primera y segunda generación solo incluían el juego "brick", un clon del juego Breakout. Desde la tercera generación en adelante, se incluyen tres juegos adicionales, que son:
- Parachute (Paracaídas): un juego simple donde el jugador dispara a helicópteros y paracaidistas.
- Solitaire (Solitario): juego de cartas.
- Music Quiz (Concurso de Música): un juego en donde se reproduce una canción y se presentan cinco títulos (cuatro en el iPod mini) al azar, entre los cuales uno coincide con la reproducción. La puntuación máxima para cada acierto disminuye en función del tiempo transcurrido para realizar la elección, mientras el juego va descartando los títulos falsos. El juego continúa hasta que el usuario lo cierre.

En la sexta generación de iPod Nano se pasa a utilizar una versión adaptada de iOS 4.

### Interfaz de usuario
Los iPods con pantalla en colores usan texto y gráficos con antialiasing y animaciones. Todos los iPods (excepto el Shuffle, el Touch, el "Nano" y el "classic") tienen 5 botones y las generaciones siguientes tienen los botones integrados en la rueda de clic. Los botones hacen funciones básicas como reproducir, pista siguiente, etc. Otras operaciones como desplazarse a través del menú y controlar el volumen se hacen girando la rueda de clic. El iPod Shuffle de segunda generación no tiene una rueda de clic, a su vez, usa 5 botones, en cuanto al de tercera generación, no utiliza ningún botón y todas sus funciones se ejecutan mediante el micrófono integrado en los auriculares. El iPod Touch no tiene rueda de clic ni botones, en vez de eso usa una interfaz..

## Modelos
| Chipset o electrónica   | Producto(s)                                                  | Componente(s)                                                                                         |
| ----------------------- | ------------------------------------------------------------ | --- |
| Microcontrolador        | iPod 1G a 3G                                                 | Dos ARM derivados del CPU 7TDMI corriendo a 90 MHz                                                    |
| Microcontrolador        | iPod 8G y 16G, iPod Mini, iPod Nano 8G                       | Velocidad variable ARM 7TDMI CPUs, funcionando a un máximo de 80 MHz para mejor vida de la batería    |
| Microcontrolador        | iPod Nano 2G                                                 | Samsung System-On-Chip, basado en una cosa ARM.                                                       |
| Microcontrolador        | iPod Shuffle 1G                                              | SigmaTel STMP3550 El chip que se encarga de la decodificación de la música y la circuitería de audio. |
| Chip de Audio           | Todos los iPods (excepto el Shuffle, 2G y el iPod Touch 8G)) | Audio Codecs desarrollados por Wolfson Microelectronics                                               |
| Chip de Audio           | 6G iPods                                                     | Cirrus Logic Chip de audio y Codecs                                                                   |
| Medio de almacenamiento | iPod 1G a 5G, iPod Classic                                   | 45.7 mm (1.8 in) Discos duros (ATA-6, 4200 rpm) hechos por Toshiba                                    |
| Medio de almacenamiento | iPod Mini                                                    | 25.4 mm (1 in) Disco duro Microdrive por Hitachi y Seagate                                            |
| Medio de almacenamiento | iPod Nano                                                    | Memoria flash de Samsung, Toshiba, y otros.                                                           |
| Medio de almacenamiento | iPod Shuffle y iPod Touch                                    | Memoria flash                                                                                         |
| Baterías                | iPod Classic 1G, 2G, Nano y Shuffle                          | Interna Batería de litio-polímero                                                                     |
| Baterías                | iPod 3G, 4G, iPod Classic y iPod Touch                       | Interna Batería de ion de litio                                                                       |

| Modelo  | Generación | Imagen | Capacidad | Conexión                                     | Fecha de lanzamiento     | SO mínimo                                    | Duración de batería (horas)            | Duración de batería (horas)            | Duración de batería (horas)                                          |
| ------- | ---------- | --- | --- | -------------------------------------------- | ------------------------ | -------------------------------------------- | -------------------------------------- | -------------------------------------- | -------------------------------------------------------------------- |
| Classic | Primera    | | 5, 10 GB | FireWire                                     | 23 de octubre de 2001    | Mac: 9, 10.1                                 | audio: 10                              | audio: 10                              | audio: 10                                                            |
| Classic | Primera    | Primer modelo, con clic wheel mecánica. Un modelo de 10 GB fue lanzado después. | |                                              |                          |                                              |                                        |                                        |                                                                      |
| Classic | Segunda    | A second generation iPod (2002) | 10, 20 GB | FireWire                                     | 17 de julio de 2002      | Mac: 10.1 Win: 2000                          | audio: 10                              | audio: 10                              | audio: 10                                                            |
| Classic | Segunda    | A second generation iPod (2002) | Clic wheel táctil. El puerto FireWire tiene una tapa, compatibilidad con Windows mediante Musicmatch. |                                              |                          |                                              |                                        |                                        |                                                                      |
| Classic | Tercera    | | 10, 15, 20, 30, 40 GB | FireWire (USB para sincronización solamente) | 28 de abril de 2003      | Mac: 10.1 Win: 2000                          | audio: 8                               | audio: 8                               | audio: 8                                                             |
| Classic | Tercera    | Primer rediseño completo, con una interfaz táctil y conector dock. Dejó de soportar Musicmatch con el lanzamiento de iTunes 4.1 para Windows. | |                                              |                          |                                              |                                        |                                        |                                                                      |
| Classic | Cuarta     | | 20, 40 GB | FireWire or USB                              | 19 de julio de 2004      | Mac: 10.2 Win: 2000                          | audio: 12                              | audio: 12                              | audio: 12                                                            |
| Classic | Cuarta     | Adoptó la Clic Wheel del iPod Mini, interruptor Hold rediseñado. | |                                              |                          |                                              |                                        |                                        |                                                                      |
| Classic | Cuarta     | photo: 30, 40, 60 GB | FireWire or USB | 26 de octubre de 2004                        | Mac: 10.2 Win: 2000      | audio: 15 fotos: 5                           |                                        |                                        |                                                                      |
| Classic | Cuarta     | color: 20, 60 GB | FireWire or USB | 28 de junio de 2005                          | Mac: 10.2 Win: 2000      | audio: 15 fotos: 5                           |                                        |                                        |                                                                      |
| Classic | Cuarta     | Versión del iPod de cuarta generación con pantalla en color y visualización de imágenes. Más adelante fue integrado en la línea principal del iPod. | |                                              |                          |                                              |                                        |                                        |                                                                      |
| Classic | Quinta     | | 30, 60, 80 GB | USB (FireWire solo para cargar)              | 12 de octubre de 2005    | Mac: 10.3 Win: 2000                          | 30 GB audio: 14 video: 2 (después 3.5) | 30 GB audio: 14 video: 2 (después 3.5) | 60/80 GB audio: 20 video: 3/6.5                                      |
| Classic | Quinta     | Segundo rediseño completo, más delgado, pantalla más grande y soporte para videos. En color blanco o negro. Hardware y firmware actualizados con la versión de 60 GB y reemplazado con una versión de 80 GB el 12 de septiembre de 2006. | |                                              |                          |                                              |                                        |                                        |                                                                      |
| Classic | Sexta      | | 80, 120, 160 GB | USB (FireWire solo para cargar)              | 5 de septiembre de 2007  | Mac: 10.4 Win: XP                            | 80 GB audio: 30 video: 5               | 120 GB audio: 36 video: 6              | 160 GB Modelo 2007 audio: 40 video: 7 modelo 2009 audio: 36 video: 6 |
| Classic | Sexta      | Se introdujo el sufijo "Classic". Nueva interfaz y carátula de aluminio anodizado. Un color plateado reemplazó al blanco. En septiembre de 2008 el hardware y firmware fue actualizado con un modelo de 120 GB reemplazando el modelo de 80 GB y el modelo de 160 GB fue descontinuado. En septiembre de 2009 el modelo de 120 GB fue reemplazado por uno de 160 GB. | |                                              |                          |                                              |                                        |                                        |                                                                      |
| Mini    | Primera    | | 4 GB | USB o FireWire                               | 6 de enero de 2004       | Mac: 10.1 Win: 2000                          | audio: 8                               | audio: 8                               | audio: 8                                                             |
| Mini    | Primera    | Nuevo modelo más pequeño, disponible en 5 colores. Introdujo la click wheel. | |                                              |                          |                                              |                                        |                                        |                                                                      |
| Mini    | Segunda    | 4, 6 GB | USB o FireWire | 22 de febrero de 2005                        | Mac: 10.2 Win: 2000      | audio: 18                                    | audio: 18                              | audio: 18                              |                                                                      |
| Mini    | Segunda    | Variantes con colores más brillantes y con mayor duración de la batería. El texto de la click wheel coincide con el color de la carcasa. El color dorado fue descontinuado. | |                                              |                          |                                              |                                        |                                        |                                                                      |
| Nano    | Primera    | | 1, 2, 4 GB | USB (FireWire solo para cargar)              | 7 de septiembre de 2005  | Mac: 10.3 Win: 2000                          | audio: 14 fotos: 4                     | audio: 14 fotos: 4                     | audio: 14 fotos: 4                                                   |
| Nano    | Primera    | Reemplazó el Mini. Disponible en color negro o blanco, y usa memoria flash. Pantalla en color, se lanzó después una versión de 1 GB. | |                                              |                          |                                              |                                        |                                        |                                                                      |
| Nano    | Segunda    | | 2, 4, 8 GB | USB (FireWire solo para cargar)              | 12 de septiembre de 2006 | Mac: 10.3 Win: 2000                          | audio: 24 fotos: 5                     | audio: 24 fotos: 5                     | audio: 24 fotos: 5                                                   |
| Nano    | Segunda    | Carcasa de aluminio, disponible en seis colores. | |                                              |                          |                                              |                                        |                                        |                                                                      |
| Nano    | Tercera    | | 4, 8 GB | USB (FireWire solo para cargar)              | 5 de septiembre de 2007  | Mac: 10.4 Win: XP                            | audio: 24 video: 5                     | audio: 24 video: 5                     | audio: 24 video: 5                                                   |
| Nano    | Tercera    | Pantalla QVGA de 2", cambio de colores y parte trasera cromada, nueva interfaz, capacidad para reproducir videos, click wheel más pequeña. | |                                              |                          |                                              |                                        |                                        |                                                                      |
| Nano    | Cuarta     | | 4, 8, 16 GB | USB                                          | 9 de septiembre de 2008  | Mac: 10.4 Win: XP                            | audio: 24 video: 4                     | audio: 24 video: 4                     | audio: 24 video: 4                                                   |
| Nano    | Cuarta     | Volvió a tener una forma alargada y carcasa totalmente de aluminio con 9 colores para elegir. Se añadió acelerometro. Versión limitada de 4 GB. | |                                              |                          |                                              |                                        |                                        |                                                                      |
| Nano    | Quinta     | | 8, 16 GB | USB                                          | 9 de septiembre de 2009  | Mac: 10.4 Win: XP                            | audio: 24 video: 5                     | audio: 24 video: 5                     | audio: 24 video: 5                                                   |
| Nano    | Quinta     | Primer iPod en incluir una cámara de video, además se introdujo una pantalla más grande, sintonizador de radio FM, altavoz, podómetro y un nuevo exterior pulido manteniendo colores similares a la anterior generación. | |                                              |                          |                                              |                                        |                                        |                                                                      |
| Nano    | Sexta      | | 8, 16 GB | USB                                          | 1 de septiembre de 2010  | Mac: 10.5 Win: XP                            | audio: 24                              | audio: 24                              | audio: 24                                                            |
| Nano    | Sexta      | Se cambió la pantalla por una táctil multi-touch; se añadió un clip como el del iPod Shuffle. Reproducción de video, altavoz y cámara eliminados. | |                                              |                          |                                              |                                        |                                        |                                                                      |
| Nano    | Séptima    | | 16 GB | USB                                          | 12 de septiembre de 2012 | Mac: 10.5 Win: XP                            | audio: 24 video: 5                     | audio: 24 video: 5                     | audio: 24 video: 5                                                   |
| Nano    | Séptima    | La pantalla multitouch se alarga hasta 2,5 pulgadas, con una resolución de 240x432 píxeles. Dispone de un nuevo botón frontal parecido al del iPod Touch y de nuevos botones de volumen. Adelgaza hasta 0,54 cm de fondo, con una carcasa de aluminio anodizado, y el conector pasa a ser del tipo Lightning. Recupera la reproducción de vídeo. (descontinuado el 28 de julio de 2017)                                                                                         | |                                              |                          |                                              |                                        |                                        |                                                                      |
| Shuffle | Primera    | | 512 MB, 1 GB | USB (adaptador no requerido)                 | 11 de enero de 2005      | Mac: 10.2 Win: 2000                          | audio: 12                              | audio: 12                              | audio: 12                                                            |
| Shuffle | Primera    | Nuevo modelo de entrada, utiliza memoria flash y no tiene pantalla. | |                                              |                          |                                              |                                        |                                        |                                                                      |
| Shuffle | Segunda    | | 1, 2 GB | USB                                          | 12 de septiembre de 2006 | Mac: 10.3 Win: 2000                          | audio: 12                              | audio: 12                              | audio: 12                                                            |
| Shuffle | Segunda    | Clip más pequeño y carcasa de aluminio anodizado. 4 opciones de color, actualizados más adelante. | |                                              |                          |                                              |                                        |                                        |                                                                      |
| Shuffle | Tercera    | | 2, 4 GB | USB                                          | 11 de marzo de 2009      | Mac: 10.4 Win: XP                            | audio: 10                              | audio: 10                              | audio: 10                                                            |
| Shuffle | Tercera    | Diseño más pequeños, sin controles (colocados ahora en el cable del auricular derecho). Dos nuevos colores, y con VoiceOver. Más colores y un modelo de 2GB añadido en septiembre de 2009. | |                                              |                          |                                              |                                        |                                        |                                                                      |
| Shuffle | Cuarta     | | 2 GB | USB                                          | 1 de septiembre de 2010  | Mac: 10.5 Win: XP                            | audio: 15                              | audio: 15                              | audio: 15                                                            |
| Shuffle | Cuarta     | Apple ha renovado esta generación dos veces (en 2012 y 2015) cambiando únicamente los colores. El hardware es idéntico en las tres. (descontinuado el 28 de julio de 2017) | |                                              |                          |                                              |                                        |                                        |                                                                      |
| Touch   | Primera    | | 8, 16, 32 GB | Conector de 30 pines                         | 5 de septiembre de 2007  | Mac: 10.4 Win: XP                            | audio: 22 video: 5                     | audio: 22 video: 5                     | audio: 22 video: 5                                                   |
| Touch   | Primera    | Primer iPod con Wi-Fi e interfaz Multi-Touch. Incluye el navegador Safari y acceso a iTunes Store y YouTube. Versión de 32 GB lanzada después. | |                                              |                          |                                              |                                        |                                        |                                                                      |
| Touch   | Segunda    | The 2nd & 3rd gen iPod Touch. | 8, 16, 32 GB | Conector de 30 pines                         | 9 de septiembre de 2008  | Mac: 10.4 Win: XP                            | audio: 36 video: 6                     | audio: 36 video: 6                     | audio: 36 video: 6                                                   |
| Touch   | Segunda    | The 2nd & 3rd gen iPod Touch. | Nueva carcasa redondeada y cromada, con soporte para Nike+, botones de volumen y altavoz interno. iOS 2.0, con soporte para Bluetooth en iOS 3.0. |                                              |                          |                                              |                                        |                                        |                                                                      |
| Touch   | Tercera    | The 2nd & 3rd gen iPod Touch. | 8, 32, 64 GB | Conector de 30 pines                         | 9 de septiembre de 2009  | Mac: 10.4 Win: XP                            | audio: 30 video: 6                     | audio: 30 video: 6                     | audio: 30 video: 6                                                   |
| Touch   | Tercera    | The 2nd & 3rd gen iPod Touch. | Actualizado con mejores especificaciones técnicas, soporte para Voice Control y auriculares inalámbricos. |                                              |                          |                                              |                                        |                                        |                                                                      |
| Touch   | Cuarta     | La 4.ª generación del iPod Touch. | 8, 16, 32, 64 GB | Conector de 30 pines                         | 9 de septiembre de 2010  | Mac: 10.5 Win: XP                            | audio: 40 video: 7                     | audio: 40 video: 7                     | audio: 40 video: 7                                                   |
| Touch   | Cuarta     | La 4.ª generación del iPod Touch. | Diseño más delgado, incluyendo dos cámaras para FaceTime y grabación de video en alta definición, el botón de bloqueo fue movido a la derecha. Pantalla Retina similar a la del iPhone 4, chip Apple A4. Versión blanca lanzada el 4 de octubre de 2011. |                                              |                          |                                              |                                        |                                        |                                                                      |
| Touch   | Quinta     | | 8, 16, 32, 64 GB | Lightning                                    | 13 de septiembre de 2012 | Mac: 10.6-10.7 Win: XP                       | audio: 40 video: 8                     | audio: 40 video: 8                     | audio: 40 video: 8                                                   |
| Touch   | Quinta     | Diseño más delgado que el modelo anterior; mayor duración de grabación de video en alta definición de mejor calidad; cámara iSight de 5 Mpx; flash led; cubierta antihuellas; batería recargable integrada de polímeros de litio; acelerómetro. | |                                              |                          |                                              |                                        |                                        |                                                                      |
| Touch   | Sexta      | | 16, 32, 64, 128 GB | Lightning                                    | 15 de julio de 2015      | Mac: 10.9 y posteriores Win: 7 y posteriores | audio: 40 video: 8                     | audio: 40 video: 8                     | audio: 40 video: 8                                                   |
| Touch   | Sexta      | Incluye el procesador A8 de 64 bits (el mismo que el del iPhone 6 y 6 Plus), el cual es hasta 6 veces más rápido que el modelo anterior y en GPU hasta 10 veces más potente. Su cámara iSight ha sido mejorada a 8 Mpx. El diseño cambia en la parte trasera, quitando el botón para poner la correa iPod Touch Loop. Además, incluye 6 diferentes colores: Plata, Oro, Gris Espacial, Rosa, Azul (de tonalidad más oscura que en la generación anterior) y Rojo (Product Red). | |                                              |                          |                                              |                                        |                                        |                                                                      |
| Touch   | Séptima    | | 32, 128, 256 GB | Lightning                                    | 28 de mayo de 2019       | Mac: 10.15                                   | audio: 40 video: 8                     | audio: 40 video: 8                     | audio: 40 video: 8                                                   |
| Touch   | Séptima    | Incorpora el procesador A10 Fusion (el mismo que el del iPhone 7 y 7 Plus), que según Apple es hasta un 135% más rápido en CPU y 185% en GPU. Su cámara frontal y trasera son idénticas al modelo anterior, de 1,2 y 8 Mpx respectivamente. Los colores también son idénticos al modelo previo, con las mismas 6 opciones (Plata, Oro, Gris Espacial, Rosa, Azul y Rojo Product Red). Fue el último modelo lanzado, siendo descontinuado el 10 de mayo de 2022.                 | |                                              |                          |                                              |                                        |                                        |                                                                      |

## Declive
Debido a la creación del iPhone las ventas de iPods empezaron a disminuir el 2008 mientras que el crecimiento del iPhone fue inmediato. En aquel momento Apple todavía estaba lanzando nuevos modelos de iPod. En 2011 las ventas de iPhone superaron el iPod y tres años más tarde Apple dejó de fabricar el iPod Classic. En aquel momento, el iPod representaba menos del 2% de los ingresos de Apple. En 2017 Apple dejó de fabricar los Nano y Shuffle. Estos fueron los últimos dispositivos de Apple que no se conectaban a Internet, lo cual significaba que no podían utilizar los servicios en que se estaba centrando Apple, como la App Store, Apple Music y AppleTV+.
Finalmente, Apple anunció que el iPod sería descontinuado el 10 de mayo de 2022.